# Польова вулиця (Мелітополь)
Польова вулиця — вулиця в Мелітополі в історичному районі Новий Мелітополь. Йде від Залізничного провулку до вулиці Островського, забудована приватними будинками.

## Назва
Назва вулиці пов'язана з тим, що, коли вона виникла, вона проходила в полях, по границі Мелітополя.

## Історія
Перша відома згадка вулиці датується 17 січня 1939 року.
13 жовтня 1998 року було затверджено рішення перейменувати Польову вулицю на вулицю Потапова. Відомостей про реалізацію чи скасування рішення не виявлено.